# Графы и герцоги де Валуа

## Дом де Валуа-Вексен-Амьен
до 895-919: Эрменфруа Амьенский, граф Амьена, граф Вексена и Валуа
915-926: Рауль I (ум. 926), граф Амьена, граф Вексена и Валуа 
жена: Хильдегарда, возможно дочь Эрменфруа
926-943: Рауль II, граф Амьена, граф Вексена и Валуа, сын предыдущего
жена: Литгарда
943-после 992: Готье I, граф Амьена, граф Вексена и Валуа, брат предыдущего
жена: Адель, возможно дочь графа Фулька II Анжуйского
до 998-после 1017: Готье II, граф Амьена, граф Вексена и Валуа, сын предыдущего
жена: Адель
до 1024-1038: Рауль III, граф Валуа, сын предыдущего
жена: Аликс
1038-1074: Рауль IV де Крепи, граф Валуа, затем граф Вексена и Амьена, сын предыдущего
1-я жена: Адель де Бар-сюр-Об
2-я жена: Хакенез
3-я жена: Анна Русская, вдовствующая королева Франции
1074-1077: Симон (1048 — 1081), граф Валуа, затем граф Вексена и Амьена, сын предыдущего от 1-го брака
В 1077 году Симон становится монахом и отказывается от владений и титулов: Валуа достаётся мужу его сестры, Герберту IV де Вермандуа, Амьен отходит к французской короне, а Вексен делится между герцогом Нормандским и королём Франции.

## 1-й дом де Вермандуа (Каролинги)
1077-1080: Герберт IV де Вермандуа (1032 — 1080), граф Вермандуа и Валуа
жена: Аликс де Валуа, дочь Рауля IV и Адели де Бар-сюр-Об

## 2-й дом де Вермандуа (Капетинги)
1080-1102: Гуго I Великий (ок. 1057 — 1102), граф Вермандуа и Валуа, сын короля Генриха I и Анны Киевской
жена: Аделаида де Вермандуа (ок. 1062 — 1122), дочь Герберта IV и Аликс де Валуа
1102-1152: Рауль I Храбрый (1085 — 1152), граф Вермандуа и Валуа, сын предыдущих
1-я жена с ок. 1120 (аннулирован в 1142) Элеонора де Блуа
2-я жена с 1142 (аннулирован в 1151) Петронила Аквитанская (ок. 1125 — 1153)
3-я жена с 1152 Лоретта Лотарингская (ок. 1120 — 1175)
1152-1160: Гуго II (1127 — 1212), граф Вермандуа и Валуа, в 1160 году стал монахом, сын Рауля I и Элеоноры де Блуа.
1160-1167: Рауль II (1145 — 1167), граф Вермандуа и Валуа, сын Рауля I и Петронилы Аквитанской
жена Маргарита Лотарингская, графиня Фландрии
1167-1185: Филипп Эльзасский (1143 — 1191), граф Фландрии (1168-1191), граф Вермандуа и Валуа через жену
жена: Елизавета де Вермандуа (1143 — 1183), дочь Рауля I и Петронилы Аквитанской
после смерти своей супруги Филипп лишился прав на графство Вермандуа и Валуа
1185-1214: Элеонора де Вермандуа (1152 — до 1222), графиня Вермандуа и Валуа, дочь Рауля I и Лоретты Лотарингской
1-й муж: Годфруа де Эно (ум. 1163), граф Остерванта
2-й муж: Гийом IV (ум. 1168), граф Неверский
3-й муж: с ок. 1170 Матье Эльзасский (ок. 1137 — 1173), граф Булонский
4-й муж: с ок. 1175 Матье III де Бомон-сюр-Уаз (ум. 1208)
5-й муж: с ок. 1210 Этьен II де Блуа (ум. 1252), сеньор де Шатильон-сюр-Луэн
В 1214 году Элеонора отказалась от своих владений в пользу французской короны и ушла в монастырь.

## Графы де Валуа (Апанаж)

### Капетинги
1269-1270: Жан Тристан Французский (1250 — 1270), граф Валуа и Невера
жена: Иоланда Бургундская, графиня Неверская
1286-1325: Карл Французский (1270 — 1325), граф Валуа, Алансона, Перша, Шартра, Анжуйский и Мэнский
1-я жена: Маргарита Анжуйская (1273 — 1299), графиня Анжуйская и Мэнская
2-я жена: Екатерина де Куртене (1274 — 1308), титулярная императрица Латинской империи
3-я жена: Матильда де Шатильон (1293 — 1358)
1325-1328: Филипп де Валуа (1293-1349). В 1328 году стал королём Франции под именем Филиппа VI де Валуа и стал родоначальником династии Валуа.
1344-1375: Филипп II (1336-1375), герцог Орлеанский, граф Валуа и Бомон-ле Роже, сын предыдущего

## Герцоги де Валуа (Апанаж)

### Валуа
1392-1407: Людовик I Орлеанский (1372 — 1407), герцог Валуа с 1406 года, сын короля Карла V Мудрого
жена: Валентина Висконти (1368 — 1408)
1407-1465: Карл I (1407 — 1465), сын предыдущего
1-я жена с 1406 Изабелла Французская (1389 — 1409)
2-я жена с 1410 Бонна д'Арманьяк (1392 — 1418), дочь коннетабля Бернарда VII д’Арманьяк и Бонны Беррийской
3-я жена с 1440 Мария фон Клеве (1426 — 1487)
1465-1498: Людовик II (1462 — 1515), сын предыдущего и Марии фон Клеве. В 1498 году взошёл на французский престол под именем Людовика XII.
Маргарита Французская (1553 — 1615), герцогиня Валуа.
муж с 1572 (аннулирован в 1599) король Генрих IV Великий

### Бурбоны
1626-1660: Гастон (1608-1660), герцог Орлеанский, сын короля Генриха IV Великого
1660-1701: Филипп I (1640-1701), герцог Орлеанский, сын короля Людовика XIII Справедливого
1701-1723: Филипп II (1674-1723), герцог Орлеанский, сын предыдущего
1723-1752: Людовик IV (1703-1752), герцог Орлеанский, сын предыдущего
1752-1785: Луи-Филипп I (1725-1785), герцог Орлеанский, сын предыдущего
1785-1789: Филипп IV (1747-1793), герцог Орлеанский, сын предыдущего, в 1792 году отказался от титулов и принял имя Филиппа Эгалите. Отец короля Франции Луи-Филиппа I